# Proceratiinae
Proceratiinae é uma subfamília de
formigas, pertencente a família Formicidae.

## Gênero
- Tribo Proceratiini Emery, 1895
  - Discothyrea Roger, 1863
  - Proceratium Roger, 1863
  - †Bradoponera Mayr, 1868
- Tribo Probolomyrmecini Perrault, 2000
  - Probolomyrmex Mayr, 1901